# Brug 827
Brug 827 oftewel Skylerbrug is een vaste brug in Amsterdam-Zuid, wijk Buitenveldert.
De brug is gelegen over een ringsloot rond het centrale deel van het Gijsbrecht van Aemstelpark, dat door die sloot afgescheiden is van de woonwijk ten zuiden van het park richting Van Nijenrodeweg. Brug 827 is één van de vier bruggen die die verbinding verzorgen. Deze bruggen zijn net als de andere voetbruggen rond het park ontworpen door Dirk Sterenberg in samenwerking met of voor de Dienst der Publieke Werken. Alle bruggen van en naar het park hebben dezelfde opzet. Ook hier is een betonnen constructie neergelegd (op twee jukken met de van Sterenberg bekende V-vorm) met daarop metalen open groenen balustrades. Om het vallen in het onderliggende water van personen tegen te gaan is een reling gemaakt.
De brug is een broertje van brug 825 (oostelijk) en brug 830 (westelijk) over dezelfde watergang.
<<< · 801 · 802 · 803 · 804 · 805 · 808 · 811 · 812 · 813 · 814 · 815 · 816 · 817 · 818 · 819 · 820 · 821 · 822 · 823 · 824 · 825 · 826 · 827 · 828 · 829 · 830 · 831 · 832 · 833 · 834 · 835 · 836 · 837 · 838 · 839 · 840 · 841 · 842 · 844 · 845 · 846 · 848 · 849 · 850 ·  854 · 856 · 857 · 858 · 859 · 860 · 863 · 864 · 865 · 866 · 867 · 868 · 869 · 870 · 871 · 872 · 873 · 875 · 876 · 877 · 889 · 890 · 891 · 892 · 893 · 895 · 896 · 897 · 898 · 899 · >>>
Brugnummers 800, 806, 807, 809, 810, 843 (gesloopt, Uilenstede, Amstelveen), 847 (Uilenstede, Amstelveen) , 851 (gesloopt, Dirk Sterenberg), 852 (gesloopt, Dirk Sterenberg), 853 (gesloopt, Dirk Sterenberg), 855, 861, 862, 874, 878, 879, 880, 881, 882, 883, 884, 885, 886, 887, 888, 894 zijn niet (meer) vergeven.